# Данблейн
Данбле́йн (англ. Dunblane, гэльск. Dùn Bhlàthain, скотс Dunblane) — маленький кафедральный город с самоуправлением на юго-востоке округа Стерлинг. Город расположен рядом с трассой A9, идущей на север к Перту. Главными достопримечательностями являются собор и река «Allan Water», проходящая через центр города.

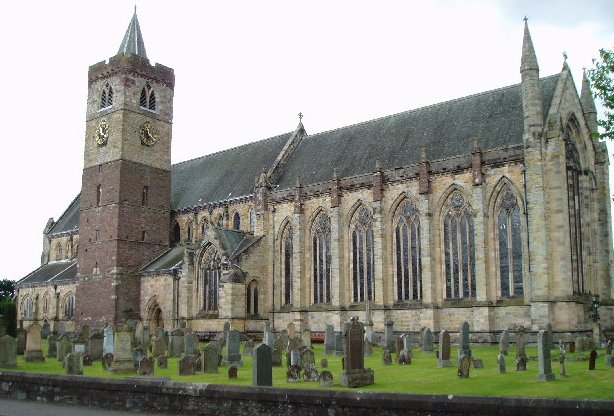
Данблейнский собор

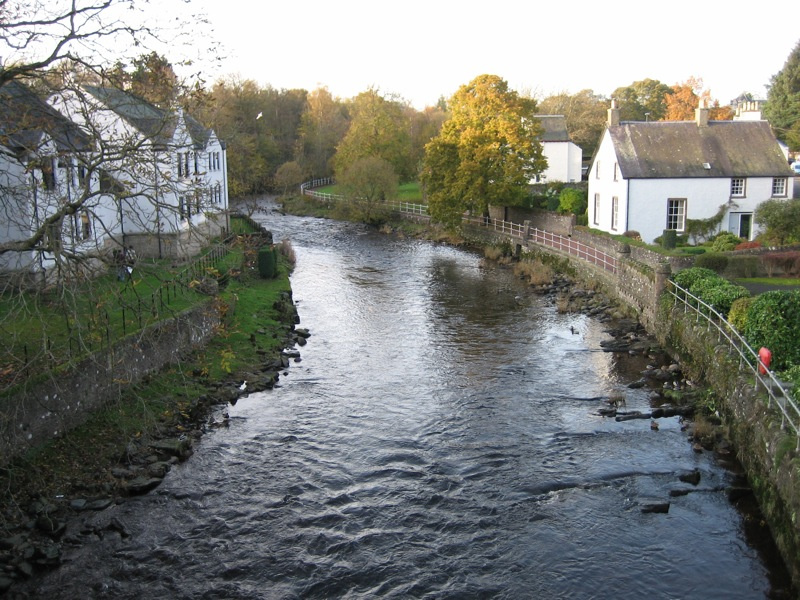
Река в городе

## История
В 1996 году 43-летний Томас Гамильтон застрелил 17 и ранил 15 человек, учащихся и сотрудников начальной школы, после чего покончил жизнь самоубийством. Расстрел стал самым массовым убийством детей в истории Великобритании, после чего правительство страны приняло закон, запрещавший гражданским лицам владеть магазинным оружием.

## Известные жители
В Данблейне провел своё детство известный теннисист Энди Маррей.